# Bloeme Evers-Emden
Bloeme Evers-Emden (Amsterdam, 5 juli 1926 - Herzliya, 18 juli 2016) was een Nederlands ontwikkelingspsycholoog, universiteitsdocent en feministe, die veel onderzoek heeft gedaan naar onderduikkinderen tijdens de Tweede Wereldoorlog en hierover in de jaren 1990 vier boeken heeft geschreven. Haar belangstelling voor het onderwerp kwam voort uit haar eigen ervaringen tijdens de oorlog, toen zij als Joods meisje moest onderduiken en vervolgens gearresteerd werd en naar Auschwitz gedeporteerd. In dezelfde trein vanuit Westerbork zaten Anne Frank en haar familie, die ze in Amsterdam gekend had. In tegenstelling tot Anne Frank overleefde Bloeme Emden het kamp; zij werd op 8 mei 1945 bevrijd.
In de jaren 1980 studeerde Evers-Emden af in de ontwikkelingspsychologie en ging zij interviews houden en schrijven over de onderduikkinderen vanuit het oogpunt van de kinderen, hun biologische ouders, hun onderduikouders en hun onderduikbroertjes en -zusjes. Zij werd voor verschillende tv-documentaires geïnterviewd over haar herinneringen aan Anne Frank en haar familie voor zij onderdoken en nadat zij naar Auschwitz waren gestuurd.

## Jeugd
Bloeme Emden was een dochter van Emanuel Emden, diamantslijper, "reiziger" en socialist, en Roza Emden-de Vries, naaister. Haar zusje Via Roosje werd op 29 mei 1932 geboren. In 1941 ging zij naar het Joods lyceum, waar ze vriendschap sloot met Anne Frank en haar zus Margot. Zij zat in hetzelfde jaar als Margot, maar in een andere klas.
In juli 1942 kreeg zij een oproep zich te melden voor deportatie. Haar vader ging naar de Zentralstelle für jüdische Auswanderung in Amsterdam en trof daar een sympathieke Duitser die gesperrt op haar oproep stempelde. Zij ging in september terug naar school, maar haar klas werd door de deportaties steeds kleiner, tot er aan het eind van het jaar maar drie leerlingen over waren. Bij de mondelinge examens was zij nog de enige leerling in haar klas.
Op de eerste dag van de mondelinge examens, in mei 1943, waarschuwde een vriend haar dat de Duitsers haar zouden komen ophalen omdat haar sperr verlopen was. Zij vroeg de schooldirecteur alle twaalf examenvakken tegelijk te mogen doen, en kreeg diezelfde dag haar diploma. Toen de Duitsers die avond kwamen, brachten ze haar naar de Hollandse Schouwburg, het verzamelpunt voor de Amsterdamse Joden, maar ze slaagde erin het gebouw binnen te gaan zonder dat ze werd geregistreerd. Een paar dagen later glipte ze als begeleidster van een groep jonge kinderen naar de crèche aan de overkant, waaruit ze na een dag ontsnapte.
Zes weken verborg ze zich in het huis van de familie Te Groen, communistische vrienden van haar ouders die in het verzet zaten. Zij waren echter bang dat zij door hun verzetswerk gevaar liep en zochten een ander adres voor haar. Het daaropvolgende jaar zat ze op vijftien verschillende plaatsen ondergedoken, waaronder een Amsterdams bejaardentehuis en in Rotterdam als dienstmeisje van een weduwe en haar zoon.  Begin augustus 1944 werd ze verraden, opgepakt en na twee weken gevangenis naar Westerbork gestuurd.

## Deportatie en gevangenschap
Bloeme Emden werd naar Auschwitz gedeporteerd met de laatste trein die Westerbork verliet, op 3 september 1944. In dezelfde trein zat de familie Frank, die op 4 augustus op hun onderduikadres was ontdekt. Zij zag Anne, Margot en hun moeder Edith Frank geregeld in Auschwitz, hoewel zij in een groep van acht vrouwen zat die bij elkaar bleven, elkaar aanmoedigden en hielpen.
In oktober 1944 werden Bloeme Emden en haar groep geselecteerd voor het werkkamp Lubawka (een buitencommando van Groß-Rosen). In de BBC-documentaire Anne Frank Remembered uit 1995 vertelt zij dat Anne, Margot en hun moeder ook met het transport mee wilden, maar dat Anne niet meemocht omdat ze schurft had. Haar moeder en zus kozen ervoor bij haar te blijven en Bloeme Emden vertrok zonder hen. Zij werd ook geïnterviewd over haar herinneringen aan de familie Frank in de tv-documentaire The Last Seven Months of Anne Frank van de Nederlandse filmer Willy Lindwer uit 1988.
Op 8 mei 1945 werd Lubawka door de Russen bevrijd. Bloeme Emden ging met een kleine groep vrienden te voet terug naar Nederland, waar zij zes weken later aankwam. Daar hoorde zij dat haar ouders en zusje naar het vernietigingskamp Sobibor waren gedeporteerd, waar zij allen onmiddellijk na aankomst waren vergast. Zij was de enige van haar familie van beide kanten die de oorlog had overleefd.

## Naoorlogs onderzoek
Na de oorlog trouwde zij met Hans Evers en kreeg met hem zes kinderen. Ze was echter niet in staat met haar gezinsleden over haar oorlogservaringen te praten. In 1964 ging ze psychologie studeren aan de Universiteit van Amsterdam en in 1973 werd zij daar docent. Ze  gaf les over het jodendom en zette zich in voor vrouwenrechten. Zij promoveerde in 1989, toen ze 63 was.
In de jaren 1980 begon zij groepstherapie te geven aan vroegere onderduikkinderen, waarbij zij zich bezighielden met "ons verdriet, onze woede, onze agressie en onze rouw". Op de conferentie "Het ondergedoken kind" in de RAI in 1992, interviewde zij 73 vroegere onderduikkinderen, en met vragenlijsten die door 321 andere deelnemers werden ingevuld, begon zij haar onderzoek naar de emotionele en psychologische trauma's van onderduikkinderen, waarbij zij het onderzoeksterrein verbreedde met de gezichtspunten van de kinderen, hun biologische ouders, hun onderduikouders en hun onderduikbroertjes en -zusjes.
In de jaren 1990 publiceerde Evers-Emden vier boeken gebaseerd op haar onderzoek. In Geleende kinderen (1994) concentreerde zij zich op de onderduikouders. In Ondergedoken geweest, een afgesloten verleden? (1995) onderzocht zij de geschreven antwoorden van driehonderd onderduikkinderen op een vragenlijst. In Geschonden bestaan (1996) interviewde zij de ouders die hun kinderen lieten onderduiken. In Je ouders delen (1999) concentreerde zij zich op de onderduikbroertjes en -zusjes van de kinderen.
In 1991 werd zij door koningin Beatrix benoemd tot officier in de Orde van Oranje-Nassau.
Tot op hoge leeftijd schreef Evers-Emden columns in het Nieuw Israëlietisch Weekblad, bleef ze waarschuwen voor het oplaaiend antisemitisme in Nederland en gaf ze les over het jodendom. Zij werd gezien als de 'moeder' van de Sjoel West in De Baarsjes.
Bloeme Evers-Emden weigerde na de oorlog pertinent Duitsland te bezoeken. Zij had een hechte band met haar zoon Raphael Evers, en toen zij hoorde dat hij op 1 september 2016 opperrabbijn van de Joodse gemeente in Düsseldorf zou worden, verhuisde zij naar Israël. Daar overleed zij enkele maanden later in een verzorgingshuis.